# Francisco Santos (municipalité)
Pour les articles homonymes, voir Francisco Santos.
Francisco Santos est une municipalité brésilienne située dans l'État du Piauí.